# Georg Bayerle
Georg Bayerle (geboren 1967 in Günzburg) ist ein deutscher Journalist, Autor, Moderator und Bergexperte. Er ist durch seine langjährige Tätigkeit beim Bayerischen Rundfunk (BR) bekannt.

## Leben und Ausbildung
Bayerle wuchs in Günzburg auf. Bereits als Kind unternahm er mit seiner Familie Bergtouren in den Allgäuer und Lechtaler Alpen. In der Sektion Günzburg des Deutschen Alpenvereins entwickelte er sich zum klassischen Alpinisten mit Skitouren im Winter sowie Wander-, Kletter- und Hochtouren im Sommer.
Bayerle studierte Germanistik und Geschichte in München und Wien und promovierte an der Universität zu Köln. Seine Dissertation trägt den Titel Nietzsches Poetik des Sinns und die Erkenntnisformen der Moderne und erschien 1998 im Böhlau Verlag.
Von 1990 bis 1997 war er Stipendiat der Friedrich-Naumann-Stiftung. In den Jahren 1997 und 1998 arbeitete Bayerle in der Forschungsgruppe Medien und kulturelle Kommunikation an der Universität zu Köln.

## Berufliche Tätigkeit
Seit 1999 arbeitet Georg Bayerle beim Bayerischen Rundfunk als Experte für Berg- und Umweltthemen. Von ihm sind mehrere hundert Dokumentarfilme sowie zahllose Hörfunkbeiträge und Online-Artikel erschienen. Besonders bekannt ist er durch seine Tätigkeit in Sendungen wie dem Rucksackradio (Bayern 2) und dem Fernsehmagazin Bergauf-Bergab. Für BR-Reisen konzipiert und führt er regelmäßig Kulturreisen, vorwiegend in Europa.
Von 1992 bis 2002 war Bayerle als Reiseleiter und Marketing-Referent für Studiosus-Reisen hauptsächlich in Spanien und Lateinamerika unterwegs. 1998 übernahm er einen Lehrauftrag für Neuere Deutsche Literaturwissenschaft an der Ludwig-Maximilians-Universität München, den er bis 2004 innehatte.

### Journalismus
Bayerles journalistisches Profil ist geprägt durch eine Verbindung von Alpinismus, Ökologie und kultureller sowie sprachlicher Reflexion. In seinen Beiträgen behandelt er Themen wie Klimawandel, Massentourismus in den Alpen, Naturgefahren, alpine Lebensformen und nachhaltige Entwicklung, widmet sich aber ebenso der alpinen Kultur, der Geschichte des Alpinismus sowie literarischen und philosophischen Perspektiven auf das Gebirge. Er hat aus zahlreichen Gebirgsregionen weltweit berichtet, darunter die Alpen, der Himalaya und die Anden. Besondere Reportageprojekte führten ihn unter anderem durch die Watzmann-Ostwand, auf den Piz Badile oder den Montasio. Ein weiterer Höhepunkt war die Überschreitung des Matterhorns 2015 – fast auf den Tag genau 150 Jahre nach der Erstbesteigung.
Kontinuierlich setzt sich Georg Bayerle mit aktuellen Konfliktfeldern im Alpenraum auseinander. Ein Schwerpunkt in den vergangenen Jahren betrifft den Ausbau der Wasserkraft in sensiblen Hochgebirgsregionen. In mehreren Reportagen thematisierte er etwa das geplante Großkraftwerk im Tiroler Platzertal und begleitete die Auseinandersetzungen um den Eingriff in bislang unberührte alpine Landschaften. Ebenso widmet er sich der Debatte um die Olympischen Winterspiele 2026 in Mailand und Cortina d’Ampezzo. In einer ARD-Dokumentation beleuchtete er die ökologischen, wirtschaftlichen und gesellschaftlichen Auswirkungen der Spiele auf die betroffenen Regionen und hinterfragte deren Nachhaltigkeit im Kontext eines sich wandelnden Alpenraums. Dabei verbindet er journalistische Recherche mit kritischer Reflexion über langfristige Folgen für Natur, Kultur und Bevölkerung.

### Alpin-Expertise
Zu seiner Tätigkeit als Journalist ist Georg Bayerle regelmäßig international als Experte, Referent, Diskussionsleiter und Moderator tätig. Von 2004 bis 2022 moderierte er auf dem Internationalen Bergfilm-Festival Tegernsee. Zudem tritt er bei Fachkonferenzen und öffentlichen Veranstaltungen zu Berg- und Alpinthemen, Umweltpolitik und Medienkultur auf, etwa im Rahmen der Bayerischen Akademie der Wissenschaften, des Deutschen Alpenvereins oder der Alpenschutzorganisation CIPRA.

## Veröffentlichungen
Georg Bayerle hat mehrere Bücher und Aufsätze veröffentlicht, darunter wissenschaftliche, literarische sowie populärwissenschaftliche Werke:
- Der Alpen-Appell – Warum die Berge nicht zum Funpark werden dürfen (Tyrolia Verlag, 2025)
- Mit den Augen trinken wir – Mitautor in Erich Schickling. Werke, Wirken, Licht (Kunstverlag Josef Fink, 2024)
- Die zwei Körper des Königs. Über den Watzmann und sein Berchtesgadener Gefolge (Alpenvereinsjahrbuch BERG 2024)
- Berg-High. Bergsport und Rauschkultur (Alpenvereinsjahrbuch BERG 2018)
- Ein Berg für alle Fälle. Wie die Alpen zur Inszenierung für die Spaßgesellschaft geworden sind (Alpenvereinsjahrbuch BERG 2014)
- Die Lieblingstouren aus dem Bayern 1 Rucksackradio (J. Berg Verlag, 2014)
- Das etwas andere Wanderbuch – Mitautor der Reihe zu den Dolomiten und den Bayerischen Alpen (BLV Verlag, 2007)
- Lesespuren im Gebirge. Die Berge und die Dichter (Dannheimer Verlag, 2003, Hrsg.)
- Erkundung der Finsternis: Wucherungen im poetologischen Diskurs in der Literatur der Moderne – Mitautor (Arcadia, 2003)
- Metapher und Gelächter. Mediale Bewußtwerdung und ästhetische Mobilisierung in Nietzsches Philosophie (Weimarer Beiträge 46, 2000)
- Wissen oder Kunst? Nietzsches Poetik des Sinns und die Erkenntnisformen der Moderne (Böhlau Verlag, 1998)
- Literatur als Refiguration kultureller Sinnzusammenhänge (Zeitschrift für Germanistik 8, 1998)

## Auszeichnungen
- 1997: VDI/VDE, Interdisziplinärer Literaturwettbewerb des AK Technikverantwortung, 2. Preis
- 2004: Pica d’Estats, Diputació de Lleida[19]
- 2006: Bergfilmfestival Tegernsee, Lobende Erwähnung[20]
- 2013: Internationaler Walliser Medienpreis, 2. Sonderpreis[21]
- 2018: Bayerische Staatsmedaille für Verdienste um die Umwelt[22][23]